# Piet Brouwer
Piet Wibertus Brouwer (* 1971 in Capelle aan den IJssel) ist ein niederländischer theoretischer Festkörperphysiker.
Piet Brouwer studierte Mathematik und Physik an der Universität Leiden mit dem Diplom-Abschluss in Physik 1993 und in Mathematik 1994. Dort wurde er 1997 in Physik bei Carlo Beenakker promoviert. Als Postdoktorand war er von 1997 bis 1999 an der Harvard University. 1999 wurde er Assistant Professor, 2003 Associate Professor und 2008 Professor an der Cornell University. Seit 2009 ist er Professor an der FU Berlin am neu gegründeten Dahlem Center for Complex Quantum Systems (DCCQS), dessen Leiter er ist.
Er befasst sich mit mesoskopischen Systemen, die Übergänge von Quantenverhalten zu klassischem Verhalten zeigen, zum Beispiel Quantenpunkte, Magnetismus auf Nanoteilchen-Ebene (Nanomagnetismus mit möglicher Anwendung auf Speicherchips), Einfluss von geladenen Störstellen auf Graphen, Quantenchaos, Zufallsmatrizen und Physik ungeordneter elektronischer Systeme.
2000/2001 war er Sloan Fellow und von 2001 bis 2006 Packard Fellow. 2006 erhielt er den Friedrich Wilhelm Bessel-Forschungspreis der Alexander von Humboldt-Stiftung und erhielt 2008 eine Humboldt-Professur an der FU Berlin in Dahlem.